# XEL-Kennung

XEL-Kennung für importiertes Rindfleisch aus Großbritannien

Die XEL-Kennung (für Exchange Eligible, engl. Im- und Export geeignet) ist seit dem 1. April 2000 für britisches Rindfleisch vorgeschrieben. Direkt importiertes Fleisch muss mit dem XEL-Zeichen (Sechseck mit innenliegender Schrift) und der Erzeugernummer gekennzeichnet sein. In Deutschland verarbeitetes oder indirekt importiertes Fleisch muss neben dem Importland die Kennzeichnung „Britisches XEL-Fleisch“ tragen.
Zuvor galt in Deutschland wegen der BSE-Seuche ein entsprechendes Importverbot.